# Lijst van ringwegen in België
Dit is een lijst van ringwegen in België.
De meeste steden in België hebben een ringweg, maar vaak loopt die slechts gedeeltelijk om de stad. De R23 in Leuven, de R30 in Brugge, de R40 in Gent, de R71 rond Hasselt of de R0 rond Brussel zijn bijvoorbeeld wél compleet. Ook de R1 om Antwerpen zou, dankzij de Oosterweelverbinding, tegen 2026 moeten vervolledigd zijn. De meeste belangrijke ringwegen dragen een R-nummer. De weg zelf kan een autosnelweg, autoweg of een gewone weg zijn.
Hoewel het Franse woord voor ring(weg) 'ceinture' is, wordt in heel België inclusief Franstalig België, de term 'ring' gebruikt (men spreekt bijvoorbeeld van 'le ring', 'il faut prendre le ring'). Dit mede omdat dit niet slechts met het Nederlandse maar ook met het Duitse en Engelse woord overeen komt. De R in de R-aanduiding is een afkorting voor ring.
Met uitzonderingen van de ringwegen met een nummer R0 tot en met R9 geldt voor de ringwegen de volgende nummering naargelang de provincie waarin ze gelegen zijn:
- ringwegen in Antwerpen: N1x of R1x,
- ringwegen in Vlaams- en Waals-Brabant: N2x of R2x,
- ringwegen in West-Vlaanderen: N3x of R3x,
- ringwegen in Oost-Vlaanderen: N4x of R4x,
- ringwegen in Henegouwen: N5x of R5x,
- ringwegen in Luik: N6x of R6x,
- ringwegen in Limburg: N7x of R7x,
- ringwegen in Luxemburg: N8x of R8x,
- ringwegen in Namen: N9x of R9x

Sommige Belgische ringwegen zijn ook expreswegen, zie de lijst van Belgische expreswegen. Sommige Belgische ringwegen zijn ook autosnelwegen, zie de lijst van Belgische autosnelwegen.

## Ringwegen aangeduid met een R-nummer
- - grote ring rond Brussel

- - ring rond Antwerpen

- - grote ring rond Antwerpen

- - grote ring rond Charleroi

- - grote ring rond Gent
  - R4a - grote ring rond Gent (Buitenring-Zwijnaarde - Gestichtstraat - Heerweg-Noord)
  - R4z - grote ring rond Gent (Guldensporenlaan)

- - grote ring rond Bergen
  -  - grote ring rond Bergen (oostelijk gedeelte)

- - grote ring rond Mechelen

- R7 (A604-A605) - ring rond Luik (niet volledig uitgevoerd of nog gepland. De Luikse ring wordt verder gevormd via de A15 en de A3)

- - grote ring rond Kortrijk

- - kleine ring rond Charleroi

- - Antwerpse Singel

- - ring ("Militaire baan") rond Antwerpen
  - R11a - ring ("Militaire baan") rond Antwerpen (Jules Moretuslei)

- R12 - kleine ring rond Mechelen

- R13 - ring rond Turnhout

- R14 - ring rond Geel

- R15 (N13-N153) - ring rond Herentals

- R16 - ring rond Lier

- R18 - ring rond Retie

- R20 - kleine ring rond Brussel
  - R20a - kleine ring rond Brussel (parallel met R20; vanaf Fonsnylaan, via Hallepoort, Troonplein, Kruidtuin en Saincteletteplein, tot aan Eug. Simonisplein)
  - R20b - kleine ring rond Brussel (parallel met R20; vanaf Eug. Simonisplein, via Saincteletteplein, Kruidtuin, Troonplein en Hallepoort, tot aan Fonsnylaan)

- - tweede ring rond Brussel
  - R21a - tweede ring rond Brussel (Vuurkruisenlaan)
  - R21b - tweede ring rond Brussel (parallel met R21; A. Reyerslaan - Brand Whitlocklaan - Sint-Michielslaan - L. Schmittlaan)
  - R21c - tweede ring rond Brussel (Vergotesquare Oost)
  - R21d - tweede ring rond Brussel (Vergotesquare West)

- - derde ring rond Brussel en ring rond Vilvoorde en Machelen
  - R22a - derde ring rond Brussel (verbinding R22 – Nieuwbrugstraat in Machelen; Woluwelaan)
  - R22z - derde ring rond Brussel (verbinding R22 – afrit 3 van R0 in Zaventem; Woluwedal - H. Henneaulaan)

- R23 - ring rond Leuven
  - R23z - ring rond Leuven (Erasme Ruelensvest)

- - grote ring rond Nijvel

- R25 - ring rond Aarschot

- R26 - ring rond Diest

- R27 - grote ring rond Tienen
  - R27a - grote ring rond Tienen (Ambachtenlaan)

- R30 - kleine ring rond Brugge
  - R30a - kleine ring rond Brugge (Bargeweg)
  - R30b - kleine ring rond Brugge (IJzerstraat)

- - ring rond Oostende

- R32 - grote ring rond Roeselare

- R33 - ring rond Poperinge

- R34 - ring rond Torhout

- R35 - ring rond Waregem

- R36 - kleine ring rond Kortrijk
  - R36y - kleine ring rond Kortrijk (Beheerstraat - Noordstraat)
  - R36z - kleine ring rond Kortrijk (Spoorweglaan - Sint-Janslaan - Veemarkt - Groeningelaan - Harelbeeksestraat)

- R40 - kleine ring rond Gent
  - R40a - kleine ring rond Gent (Nieuwevaart)

- R41 - ring rond Aalst

- R42 - ring rond Sint-Niklaas

- R43 - ring rond Eeklo

- R50 - kleine ring rond Bergen

- R51 - kleine ring rond Charleroi

- R52 - ring rond Doornik

- R53 - ring rond Châtelet

- - kleine ring rond La Louvière

- R55 - ring rond Chimay

- R61 - ring rond Verviers
  - R61a - ring rond Verviers (Avenue Peltzer)

- R62 - ring rond Hannuit

- R70 - kleine ring rond Hasselt

- R71 - grote ring rond Hasselt

- R72 - ring rond Tongeren

- R73 - kleine ring rond Bree

## Ringwegen aangeduid met een N-nummer
N-wegen die (gedeeltelijk) een ringweg omvatten:
- - ring rond Aat

- - westelijke grote ring rond Brugge

- - ring rond Wenduine

- - ring rond Lichtervelde

- - ring rond Deerlijk en ring rond Harelbeke

- - ring rond Tielt en ring rond Ruiselede

- - kleine ring rond Veurne

- - ring rond Oostkamp en ring rond Ingelmunster

- - ring rond Lessen

- - ring rond Anderlues

- - ring rond Mol

- - ring rond Beringen

- - grote ring rond Peer

- - ring rond Maaseik

- N203a - grote ring rond Halle

- N700 - ring rond Bilzen

- N712 - ring rond Overpelt

- N748 - kleine ring rond Peer

- - - Antwerpse Leien

- - - kleine ring rond Tienen

- -N203 - kleine ring rond Halle

- -N60d - ring rond Leuze-en-Hainaut

- - - grote ring rond Veurne

- -N27a - kleine ring rond Nijvel

- - - grote ring rond La Louvière

- - - kleine ring rond Roeselare

- - - ring rond Ieper

- -N769 - ring rond Lommel

- - - grote ring rond Bree

- -N725 - ring rond Lummen

- --N722 - ring rond Sint-Truiden

- -- - ring rond Aarlen

- --N405 - ring rond Ninove

- --N406 - ring rond Dendermonde

- --N473 - ring rond Lokeren

- --N750 - ring rond Genk

- ---N967 - ring rond Namen-centrum

- ---N441 - ring rond Oudenaarde

- -N44a---N498 - ring rond Maldegem